# Franz Xaver von Baader
Franz Xaver von Baader (Munique, 27 de março de 1765 – Munique, 23 de maio de 1841) foi um filósofo, médico, engenheiro de minas e teólogo alemão.  Um teósofo cristão, suas obras revelam um profundo estudo seu do esoterismo ocidental bem antes do interesse deste pelos românticos. Baader popularizou entre eles conceitos boehmenistas e martinistas, bem como foi grande influência sobre escritores da sofiologia russa como Berdiaev e Soloviov, dentre outros. Mesmo católico, fez articulações com a ortodoxia bizantina, teologia protestante e fontes clássicas gregas, fazendo ponte também entre a cabala, alquimia, romantismo e a Naturphilosophie científica de sua época.
Sua obra é marcada pela busca de síntese, por exemplo entre o idealismo platônico e realismo aristotélico, o que também levou sua filosofia ser caracterizada como "realismo ideal". Também escreveu trabalhos críticos da sociedade, fazendo tentativas de reconciliações políticas e teológicas na Cristandade e realizando denúncias tanto das condições econômicas, quanto de um niilismo espiritual e dos relacionamentos. É notória sua investigação ontológica e teológica da androginia e a elaboração de uma filosofia do amor.

## Carreira
É difícil resumir a filosofia de Baader, pois expressa os seus mais profundos pensamentos obscuros através de aforismos e analogias místicas. Só tardiamente enveredou pela filosofia, tendo chegado a leccionar filosofia em Munique. De 1792 a 1796, Baader trabalhou como gerente de mina e fundição na Inglaterra e na Escócia.
Franz estudou medicina em Ingolstadt e Viena, e por um curto período ajudou seu pai em sua prática médica. No entanto, Franz logo descobriu que a vida de médico não combinava com ele e decidiu se tornar um engenheiro de minas. Ele estudou sob Abraham Gottlob Werner em Freiberg, viajou por vários distritos mineiros no norte da Alemanha e residiu na Inglaterra de 1792 a 1796.
Na Inglaterra, Franz von Baader conheceu o empirismo de David Hume, David Hartley e William Godwin, que lhe desagradava extremamente. Mas também entrou em contato com as especulações místicas de Meister Eckhart, Louis Claude de Saint-Martin e, sobretudo, de Jakob Böhme, que mais lhe agradaram. Em 1796, voltou para a Alemanha e, em Hamburgo, conheceu F. H. Jacobi, de quem se tornou amigo íntimo. Ele também entrou em contato com Friedrich Schelling, e as obras que publicou nesse período foram manifestamente influenciadas por Baader, embora este mantivesse sua independência de Schelling. Baader, frequentemente chamado "Boehmius redivivus" (o "Böhme redivivo"), provavelmente incentivou Schelling na leitura behmeniana. No entanto, ambos romperam sua amizade por volta do ano 1822, quando a denúncia de Baader da filosofia moderna em sua carta ao czar Alexandre I afastou Schelling completamente. Durante este tempo, Baader continuou a dedicar-se à sua profissão.
Ele ganhou um prêmio de 12.000 gulden (≈117 kg de prata) por seu novo método de empregar sulfato de sódio em vez de potássio na fabricação de vidro. De 1817 a 1820, ocupou o cargo de superintendente de minas e foi elevado à nobreza por seus serviços. Ele se aposentou em 1820 e, posteriormente, publicou uma das melhores de suas obras, Fermenta Cognitionis em 6 partes de 1822 a 1825. Nela, ele combate a filosofia moderna e recomenda o estudo de Böhme.
Em 1826, quando a nova universidade foi inaugurada em Munique, foi nomeado professor de filosofia e teologia especulativa. Ele publicou algumas de suas palestras em 4 partes de 1827 a 1836 sob o título Spekulative Dogmatik.
Baader veio a ser o mais influente teósofo cristão do século XIX. Ele desenvolveu teorias de fisiologia e antropologia em vários trabalhos baseados nessa compreensão do universo, no geral coincidindo com as ideias de Böhme. Foi um forte opositor às ideias do iluminismo, rejeitando, por exemplo, a noção de Kant de autonomia moral. Este ponto de vista era semelhante ao de Schelling, e houve uma influência recíproca entre eles. Enveredou por uma tradição religiosa e mística com raízes no gnosticismo e no neoplatonismo. Os seus textos, criticando a Igreja Católica pela forma como exerceu o poder político e eclesiástico, acabam por ser condenados pela Santa Sé.

## Questões de gênero e filosofia do amor
Uma das ideias centrais de Baader é seu conceito de androginia. Jean Halley des Fontaines sumariza sua posição:
"O Andrógino é a fusão harmoniosa dos sexos, resultando em uma certa assexualidade, uma síntese que cria um ser inteiramente novo, e que não apenas justapõe os dois sexos "numa oposição inflamada" como faz o hermafrodita."
Seguindo a redação literal do primeiro dos dois relatos de Gênesis sobre a criação do homem, Baader diz que o ser humano era originalmente um ser andrógino. Nem o homem nem a mulher são "imagem e semelhança de Deus", mas apenas o andrógino. Ambos os sexos são igualmente caídos da divindade original do andrógino. O androginismo é a semelhança do homem com Deus, seu surgimento sobrenatural. Daí resulta que os sexos devem cessar e desaparecer. A partir dessas posições, Baader interpretou o sacramento do casamento como uma restituição simbólica da bissexualidade angélica:
"O segredo e o sacramento do amor verdadeiro no vínculo indissolúvel dos dois amantes consiste em cada um ajudar o outro, cada um em si mesmo, para a restauração do andrógino, a humanidade pura e inteira."
Em última análise, o sacrifício de Cristo tornará possível a restauração da androginia primordial. Baader acreditava que a androginia primordial retornaria quando o mundo se aproximasse de seu fim.

Nisso, o amor tem uma importância fundamental. Toda a Criação deriva do Amor de Deus, o que é definido como "Seu Transbordamento absoluto no Transbordante". Inclusive a encarnação é um ato de descida do Amor. A união de dois amantes, ocorrendo através do vínculo "solidificante" do amor, é um dos meios possíveis da restauração da imagem de antes da queda desde que ambos estejam ligados a Cristo. Deus é também apresentado como um terceiro termo que se rebaixa em direção aos amantes, os quais, por sua vez, devem se fusionar Nele. O amor tanto unifica quanto diferencia; nesse processo, além de uma união absoluta ocorre também uma diferenciação absoluta dos indivíduos: "a unidade perfeita é encontrada apenas em nossa união individual com Deus, e somente depois disso é que nos encontraremos naturalmente como irmãos uns dos outros".
"Em vez de dizer com Descartes, penso, logo existo, um homem deveria dizer, sou pensado, logo penso, ou sou amado (ou desejado), logo existo."
A cosmologia de Baader é constituída pelos mundos divino, natural e humano, e o erotismo se articula entre todos eles da mesma forma. Ontologicamente, ele considera que existem duas forças nesses três níveis: uma força masculina, ativa, e uma feminina, passiva; sendo que cada força possui um aspecto da outra polaridade, resultando uma articulação de quatro polos. Baader se refere às polaridades sexuais com o termo alquímico "tinturas". A divindade é andrógina, com Deus articulando aspectos masculinos e femininos entre suas Três Pessoas de Pai-Filho-Espírito, o que permite a expressão da criação na Mãe ou matriz da Natureza. Nesse esquema, Sofia (Sabedoria) é a Mãe e age como um quarto elemento (nem criador, nem criação), auxiliadora do Cristo que serve de espelho ativo para a manifestação do Verbo. Baader refere-se à expressão do Verbo também com o termo indiano Maiá, porém distinguindo-a de Sofia. A quaternidade total reflete e retorna a imagem da Trindade a si mesma.
É também através dessa dialética quaternária que ocorre a reconstituição do ser humano, em um processo que tende à reintegração chamado por Baader de Verselbständigung, segundo Antoine Faivre análogo ao conceito de individuação de Carl Gustav Jung. Nisso, sua antropologia é dotada da elevação e descida correspondente de pares: assim como a Terra deve se erguer ao Céu, a Natureza deve se levantar em direção ao Espírito; e também o contrário: para o encontro, o Céu deve descer à Terra, e o Espírito à Natureza. Seguindo essa analogia, considerou o papel masculino como devendo descer seu Espírito para ir ao encontro da Natureza, enquanto o papel feminino seria erguer a Natureza até o Espírito. Para ambos, o ponto central de encontro é o que ele chamou de Gefühl, sentimento, considerado também o "coração" ou "meio" de nosso corpo, entre a parte superior e inferior. Assim, o casal harmonizaria o todo.
Baader considera o amor como uma graça concedida ao ser humano, não para desfrute transitório e ilusório, mas para que se ponha a serviço em transfigurar o temporal na eternidade. "A transmutação é a chave do cristianismo e da física superior". Em seu aforismo Chaves para o entedimento do mistério do amor, considera que Sofia, ou a "humanidade celestial", aparece ao amante masculino na forma de uma amante feminina durante um estado amoroso, e vice-versa, o que explica o êxtase do amor. Desse modo, uma pessoa amante deve fixar os olhos sobre o objetivo superior do amor que a virgem celeste representa, para que seja efetuada a encarnação de Sofia no ser humano. A união dos amantes gera um terceiro termo que é maior do que a união de duas metades: "em tal êxtase, só pode ser compreendido graças à elevação comum de ambos os amantes a um terceiro princípio superior (...) que os gregos personificavam em Eros (o deus que representava o amor)."

Em 1831, ele dedica a Emilie Linder as Quarenta proposições sobre o erotismo religioso. Nesses escritos, confere um caráter iniciático ao relacionamento amoroso, explicitando o caráter de provação que ele exige, tal como a elaboração de um processo alquímico. Baader afirma que amizade e o amor se enraízam através da adversidade, se aprofundando com lágrimas e tornando-se fiéis e constantes após uma gradual erradicação da infidelidade e negação do outro, ou seja, a erradicação do pecado. Também aborda, dentre outros temas, a vigilância contra a philautia, o autoamor, configurando este como uma tentativa vazia de aplacar as dúvidas de seu próprio merecimento de ser amado e admirado pelos outros, ao passo que se recusa a admirar e amar outras pessoas além de si. Em outra passagem, valoriza a importância da reconciliação e do perdão por meio do amor:
"há uma lei geral da vida que afirma que todo reencontro orgânico constitui uma realidade mais profunda e sólida do que a união rompida ou danificada. A razão disso é (...) porque o princípio unificador [amor], quando ocorre uma separação real ou mesmo apenas a solicitação para esta, tem que reunir suas energias dentro de si de forma mais profunda para uma nova emanação; por meio dessa emanação mais profunda tirada de si mesma ele une o que deve ser unido na mesma relação mais profundamente e interiormente"
"O sangue do coração derramado no mal-entendido é às vezes o próprio 'cimento' de uma união mais profunda e duradoura"

## Publicações (seleções)

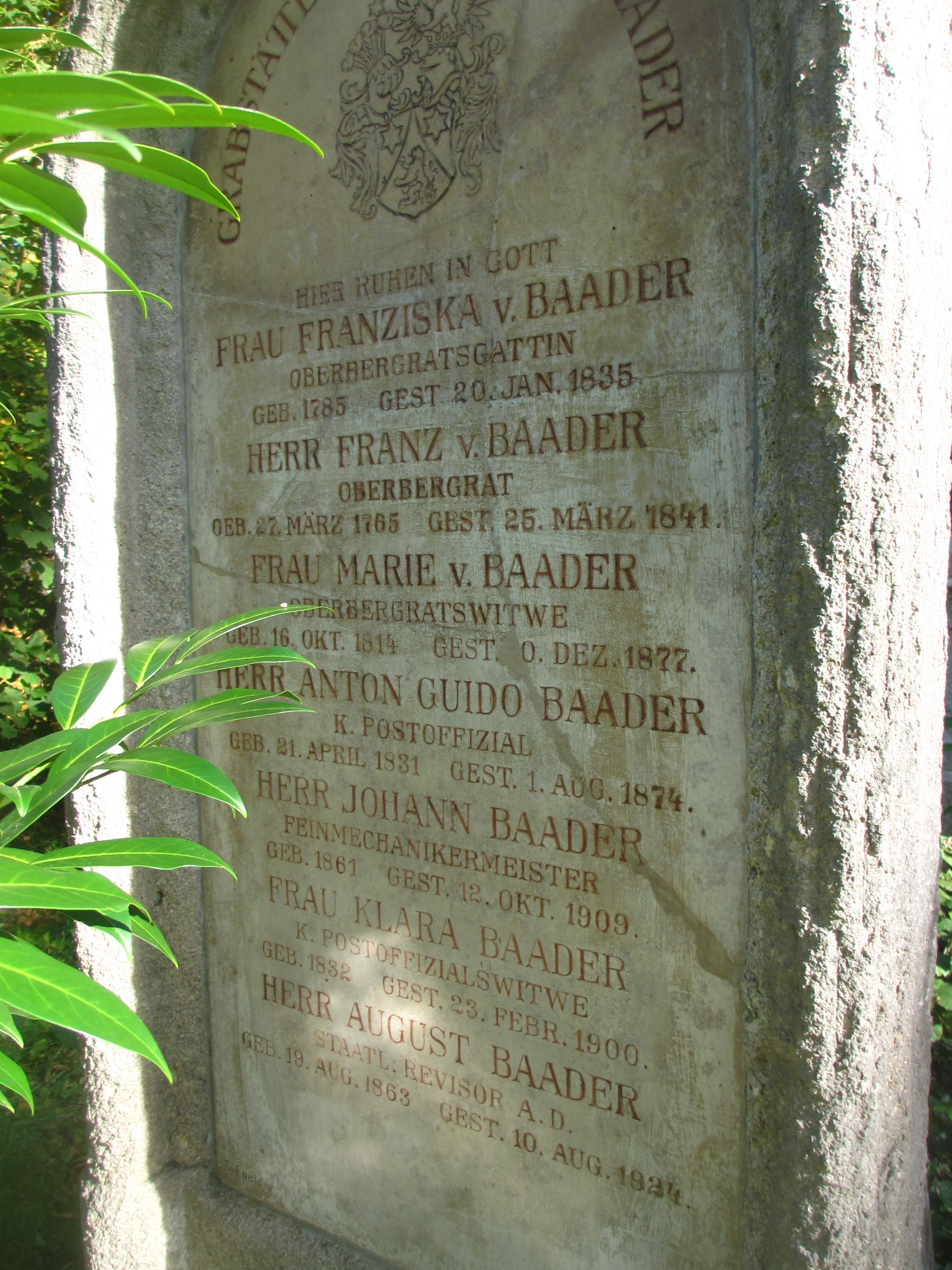
Sepultura de Franz v. Baader no Alter Südfriedhof de Munique

- Vorlesungen ueber speculative Dogmatik. 4 volumes, 1828–1836 (ULB Münster)
- Franz von Baader’s sämmtliche Werke. 16 volumes. editado por Franz Hoffmann, Julius Hamberger et al. Bethmann, Leipzig 1851–60; Neudruck: Scientia, Aalen 1963 (Digitalisat - Gallica; Korrigierter Volltext)
- Schriften Franz von Baaders. Ausgewählt und herausgegeben von Max Pulver. Insel, Leipzig 1921; Faksimile-Ausgabe ebd. 1980, ISBN 3-458-14823-X
- Schriften zur Gesellschaftsphilosophie. editado por Johannes Sauter. Fischer, Jena 1925
- Vom Sinn der Gesellschaft. Schriften zur Socialphilosophie. Selecionado e editado por Hans A. Fischer-Barnicol. Hegner, Köln 1966
- Sätze aus der erotischen Philosophie und andere Schriften. editado por Gerd-Klaus Kaltenbrunner. Insel, Frankfurt am Main 1966; als Taschenbuch ebd. 1991, ISBN 3-458-33020-8
- Über die Begründung der Ethik durch die Physik und andere Schriften. Freies Geistesleben, Stuttgart 1969
- Fermenta cognitionis. editado por Detlef Weigt. Superbia, Leipzig 2008, ISBN 978-3-937554-27-3
- Jugendtagebücher 1786–1793. Com prefácio e comentário crítico, editado por Alberto Bonchino e Albert Franz. Baaderiana 2. Schöningh, Paderborn 2017, ISBN 978-3-506-76613-7
- Texte zur Naturphilosophie (1792–1808). Edição histórica crítica comentada. Editado por Alberto Bonchino. Leiden/Paderborn 2021 (= Franz von Baader: Ausgewählte Werke, Bd. 1), ISBN 978-3-506-77937-3, E-Book ISBN 978-3-657-77937-6
- Texte zur Mystik und Theosophie (1808–1818). Edição histórica crítica comentada. Editado por  Alberto Bonchino. Leiden/Paderborn 2021 (= Franz von Baader: Ausgewählte Werke, Bd. 2), ISBN 978-3-506-78075-1, E-Book ISBN 978-3-657-78075-4